# Cypress Mountain

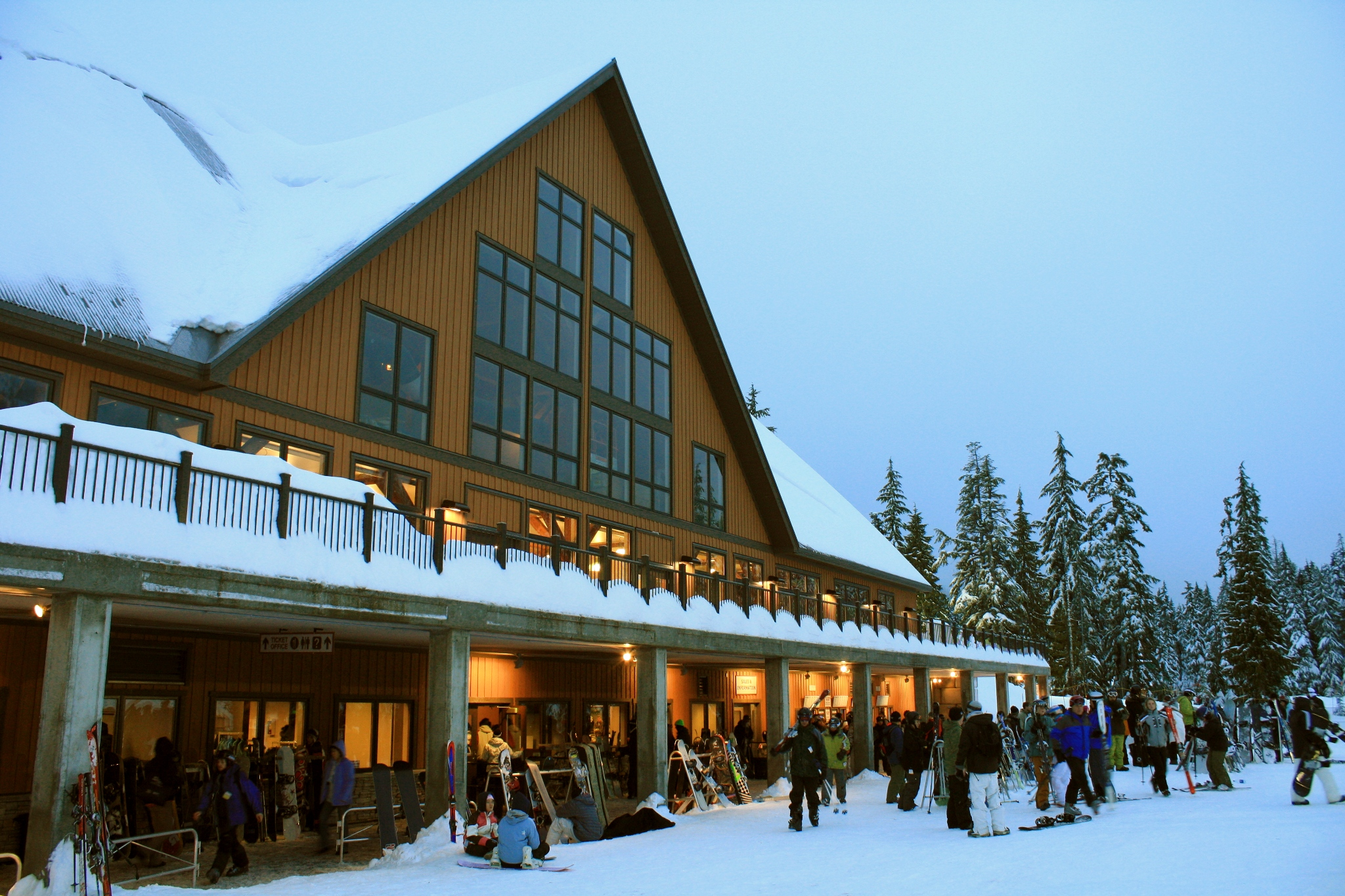
Centro de esquí.

El Monte Cypress o Cypress Mountain es una estación de esquí en West Vancouver, Columbia Británica, Canadá, localizada en el sur del Parque Provincial de Cypress a veinte minutos en automóvil de Vancouver. 
Ahí se realizaron las competiciones de Esquí acrobático y Snowboard de los Juegos Olímpicos de Vancouver 2010. 